# Distanță Cebîșev
|   | a | b | c | d | e | f | g | h |   |
| 8 | a8 five · b8 four · c8 three · d8 two · e8 two · f8 two · g8 two · h8 two · a7 five · b7 four · c7 three · d7 two · e7 one · f7 one · g7 one · h7 two · a6 five · b6 four · c6 three · d6 two · e6 one · f6 white king · g6 one · h6 two · a5 five · b5 four · c5 three · d5 two · e5 one · f5 one · g5 one · h5 two · a4 five · b4 four · c4 three · d4 two · e4 two · f4 two · g4 two · h4 two · a3 five · b3 four · c3 three · d3 three · e3 three · f3 three · g3 three · h3 three · a2 five · b2 four · c2 four · d2 four · e2 four · f2 four · g2 four · h2 four · a1 five · b1 five · c1 five · d1 five · e1 five · f1 five · g1 five · h1 five | a8 five · b8 four · c8 three · d8 two · e8 two · f8 two · g8 two · h8 two · a7 five · b7 four · c7 three · d7 two · e7 one · f7 one · g7 one · h7 two · a6 five · b6 four · c6 three · d6 two · e6 one · f6 white king · g6 one · h6 two · a5 five · b5 four · c5 three · d5 two · e5 one · f5 one · g5 one · h5 two · a4 five · b4 four · c4 three · d4 two · e4 two · f4 two · g4 two · h4 two · a3 five · b3 four · c3 three · d3 three · e3 three · f3 three · g3 three · h3 three · a2 five · b2 four · c2 four · d2 four · e2 four · f2 four · g2 four · h2 four · a1 five · b1 five · c1 five · d1 five · e1 five · f1 five · g1 five · h1 five | a8 five · b8 four · c8 three · d8 two · e8 two · f8 two · g8 two · h8 two · a7 five · b7 four · c7 three · d7 two · e7 one · f7 one · g7 one · h7 two · a6 five · b6 four · c6 three · d6 two · e6 one · f6 white king · g6 one · h6 two · a5 five · b5 four · c5 three · d5 two · e5 one · f5 one · g5 one · h5 two · a4 five · b4 four · c4 three · d4 two · e4 two · f4 two · g4 two · h4 two · a3 five · b3 four · c3 three · d3 three · e3 three · f3 three · g3 three · h3 three · a2 five · b2 four · c2 four · d2 four · e2 four · f2 four · g2 four · h2 four · a1 five · b1 five · c1 five · d1 five · e1 five · f1 five · g1 five · h1 five | a8 five · b8 four · c8 three · d8 two · e8 two · f8 two · g8 two · h8 two · a7 five · b7 four · c7 three · d7 two · e7 one · f7 one · g7 one · h7 two · a6 five · b6 four · c6 three · d6 two · e6 one · f6 white king · g6 one · h6 two · a5 five · b5 four · c5 three · d5 two · e5 one · f5 one · g5 one · h5 two · a4 five · b4 four · c4 three · d4 two · e4 two · f4 two · g4 two · h4 two · a3 five · b3 four · c3 three · d3 three · e3 three · f3 three · g3 three · h3 three · a2 five · b2 four · c2 four · d2 four · e2 four · f2 four · g2 four · h2 four · a1 five · b1 five · c1 five · d1 five · e1 five · f1 five · g1 five · h1 five | a8 five · b8 four · c8 three · d8 two · e8 two · f8 two · g8 two · h8 two · a7 five · b7 four · c7 three · d7 two · e7 one · f7 one · g7 one · h7 two · a6 five · b6 four · c6 three · d6 two · e6 one · f6 white king · g6 one · h6 two · a5 five · b5 four · c5 three · d5 two · e5 one · f5 one · g5 one · h5 two · a4 five · b4 four · c4 three · d4 two · e4 two · f4 two · g4 two · h4 two · a3 five · b3 four · c3 three · d3 three · e3 three · f3 three · g3 three · h3 three · a2 five · b2 four · c2 four · d2 four · e2 four · f2 four · g2 four · h2 four · a1 five · b1 five · c1 five · d1 five · e1 five · f1 five · g1 five · h1 five | a8 five · b8 four · c8 three · d8 two · e8 two · f8 two · g8 two · h8 two · a7 five · b7 four · c7 three · d7 two · e7 one · f7 one · g7 one · h7 two · a6 five · b6 four · c6 three · d6 two · e6 one · f6 white king · g6 one · h6 two · a5 five · b5 four · c5 three · d5 two · e5 one · f5 one · g5 one · h5 two · a4 five · b4 four · c4 three · d4 two · e4 two · f4 two · g4 two · h4 two · a3 five · b3 four · c3 three · d3 three · e3 three · f3 three · g3 three · h3 three · a2 five · b2 four · c2 four · d2 four · e2 four · f2 four · g2 four · h2 four · a1 five · b1 five · c1 five · d1 five · e1 five · f1 five · g1 five · h1 five | a8 five · b8 four · c8 three · d8 two · e8 two · f8 two · g8 two · h8 two · a7 five · b7 four · c7 three · d7 two · e7 one · f7 one · g7 one · h7 two · a6 five · b6 four · c6 three · d6 two · e6 one · f6 white king · g6 one · h6 two · a5 five · b5 four · c5 three · d5 two · e5 one · f5 one · g5 one · h5 two · a4 five · b4 four · c4 three · d4 two · e4 two · f4 two · g4 two · h4 two · a3 five · b3 four · c3 three · d3 three · e3 three · f3 three · g3 three · h3 three · a2 five · b2 four · c2 four · d2 four · e2 four · f2 four · g2 four · h2 four · a1 five · b1 five · c1 five · d1 five · e1 five · f1 five · g1 five · h1 five | a8 five · b8 four · c8 three · d8 two · e8 two · f8 two · g8 two · h8 two · a7 five · b7 four · c7 three · d7 two · e7 one · f7 one · g7 one · h7 two · a6 five · b6 four · c6 three · d6 two · e6 one · f6 white king · g6 one · h6 two · a5 five · b5 four · c5 three · d5 two · e5 one · f5 one · g5 one · h5 two · a4 five · b4 four · c4 three · d4 two · e4 two · f4 two · g4 two · h4 two · a3 five · b3 four · c3 three · d3 three · e3 three · f3 three · g3 three · h3 three · a2 five · b2 four · c2 four · d2 four · e2 four · f2 four · g2 four · h2 four · a1 five · b1 five · c1 five · d1 five · e1 five · f1 five · g1 five · h1 five | 8 |
| 7 | a8 five · b8 four · c8 three · d8 two · e8 two · f8 two · g8 two · h8 two · a7 five · b7 four · c7 three · d7 two · e7 one · f7 one · g7 one · h7 two · a6 five · b6 four · c6 three · d6 two · e6 one · f6 white king · g6 one · h6 two · a5 five · b5 four · c5 three · d5 two · e5 one · f5 one · g5 one · h5 two · a4 five · b4 four · c4 three · d4 two · e4 two · f4 two · g4 two · h4 two · a3 five · b3 four · c3 three · d3 three · e3 three · f3 three · g3 three · h3 three · a2 five · b2 four · c2 four · d2 four · e2 four · f2 four · g2 four · h2 four · a1 five · b1 five · c1 five · d1 five · e1 five · f1 five · g1 five · h1 five | a8 five · b8 four · c8 three · d8 two · e8 two · f8 two · g8 two · h8 two · a7 five · b7 four · c7 three · d7 two · e7 one · f7 one · g7 one · h7 two · a6 five · b6 four · c6 three · d6 two · e6 one · f6 white king · g6 one · h6 two · a5 five · b5 four · c5 three · d5 two · e5 one · f5 one · g5 one · h5 two · a4 five · b4 four · c4 three · d4 two · e4 two · f4 two · g4 two · h4 two · a3 five · b3 four · c3 three · d3 three · e3 three · f3 three · g3 three · h3 three · a2 five · b2 four · c2 four · d2 four · e2 four · f2 four · g2 four · h2 four · a1 five · b1 five · c1 five · d1 five · e1 five · f1 five · g1 five · h1 five | a8 five · b8 four · c8 three · d8 two · e8 two · f8 two · g8 two · h8 two · a7 five · b7 four · c7 three · d7 two · e7 one · f7 one · g7 one · h7 two · a6 five · b6 four · c6 three · d6 two · e6 one · f6 white king · g6 one · h6 two · a5 five · b5 four · c5 three · d5 two · e5 one · f5 one · g5 one · h5 two · a4 five · b4 four · c4 three · d4 two · e4 two · f4 two · g4 two · h4 two · a3 five · b3 four · c3 three · d3 three · e3 three · f3 three · g3 three · h3 three · a2 five · b2 four · c2 four · d2 four · e2 four · f2 four · g2 four · h2 four · a1 five · b1 five · c1 five · d1 five · e1 five · f1 five · g1 five · h1 five | a8 five · b8 four · c8 three · d8 two · e8 two · f8 two · g8 two · h8 two · a7 five · b7 four · c7 three · d7 two · e7 one · f7 one · g7 one · h7 two · a6 five · b6 four · c6 three · d6 two · e6 one · f6 white king · g6 one · h6 two · a5 five · b5 four · c5 three · d5 two · e5 one · f5 one · g5 one · h5 two · a4 five · b4 four · c4 three · d4 two · e4 two · f4 two · g4 two · h4 two · a3 five · b3 four · c3 three · d3 three · e3 three · f3 three · g3 three · h3 three · a2 five · b2 four · c2 four · d2 four · e2 four · f2 four · g2 four · h2 four · a1 five · b1 five · c1 five · d1 five · e1 five · f1 five · g1 five · h1 five | a8 five · b8 four · c8 three · d8 two · e8 two · f8 two · g8 two · h8 two · a7 five · b7 four · c7 three · d7 two · e7 one · f7 one · g7 one · h7 two · a6 five · b6 four · c6 three · d6 two · e6 one · f6 white king · g6 one · h6 two · a5 five · b5 four · c5 three · d5 two · e5 one · f5 one · g5 one · h5 two · a4 five · b4 four · c4 three · d4 two · e4 two · f4 two · g4 two · h4 two · a3 five · b3 four · c3 three · d3 three · e3 three · f3 three · g3 three · h3 three · a2 five · b2 four · c2 four · d2 four · e2 four · f2 four · g2 four · h2 four · a1 five · b1 five · c1 five · d1 five · e1 five · f1 five · g1 five · h1 five | a8 five · b8 four · c8 three · d8 two · e8 two · f8 two · g8 two · h8 two · a7 five · b7 four · c7 three · d7 two · e7 one · f7 one · g7 one · h7 two · a6 five · b6 four · c6 three · d6 two · e6 one · f6 white king · g6 one · h6 two · a5 five · b5 four · c5 three · d5 two · e5 one · f5 one · g5 one · h5 two · a4 five · b4 four · c4 three · d4 two · e4 two · f4 two · g4 two · h4 two · a3 five · b3 four · c3 three · d3 three · e3 three · f3 three · g3 three · h3 three · a2 five · b2 four · c2 four · d2 four · e2 four · f2 four · g2 four · h2 four · a1 five · b1 five · c1 five · d1 five · e1 five · f1 five · g1 five · h1 five | a8 five · b8 four · c8 three · d8 two · e8 two · f8 two · g8 two · h8 two · a7 five · b7 four · c7 three · d7 two · e7 one · f7 one · g7 one · h7 two · a6 five · b6 four · c6 three · d6 two · e6 one · f6 white king · g6 one · h6 two · a5 five · b5 four · c5 three · d5 two · e5 one · f5 one · g5 one · h5 two · a4 five · b4 four · c4 three · d4 two · e4 two · f4 two · g4 two · h4 two · a3 five · b3 four · c3 three · d3 three · e3 three · f3 three · g3 three · h3 three · a2 five · b2 four · c2 four · d2 four · e2 four · f2 four · g2 four · h2 four · a1 five · b1 five · c1 five · d1 five · e1 five · f1 five · g1 five · h1 five | a8 five · b8 four · c8 three · d8 two · e8 two · f8 two · g8 two · h8 two · a7 five · b7 four · c7 three · d7 two · e7 one · f7 one · g7 one · h7 two · a6 five · b6 four · c6 three · d6 two · e6 one · f6 white king · g6 one · h6 two · a5 five · b5 four · c5 three · d5 two · e5 one · f5 one · g5 one · h5 two · a4 five · b4 four · c4 three · d4 two · e4 two · f4 two · g4 two · h4 two · a3 five · b3 four · c3 three · d3 three · e3 three · f3 three · g3 three · h3 three · a2 five · b2 four · c2 four · d2 four · e2 four · f2 four · g2 four · h2 four · a1 five · b1 five · c1 five · d1 five · e1 five · f1 five · g1 five · h1 five | 7 |
| 6 | a8 five · b8 four · c8 three · d8 two · e8 two · f8 two · g8 two · h8 two · a7 five · b7 four · c7 three · d7 two · e7 one · f7 one · g7 one · h7 two · a6 five · b6 four · c6 three · d6 two · e6 one · f6 white king · g6 one · h6 two · a5 five · b5 four · c5 three · d5 two · e5 one · f5 one · g5 one · h5 two · a4 five · b4 four · c4 three · d4 two · e4 two · f4 two · g4 two · h4 two · a3 five · b3 four · c3 three · d3 three · e3 three · f3 three · g3 three · h3 three · a2 five · b2 four · c2 four · d2 four · e2 four · f2 four · g2 four · h2 four · a1 five · b1 five · c1 five · d1 five · e1 five · f1 five · g1 five · h1 five | a8 five · b8 four · c8 three · d8 two · e8 two · f8 two · g8 two · h8 two · a7 five · b7 four · c7 three · d7 two · e7 one · f7 one · g7 one · h7 two · a6 five · b6 four · c6 three · d6 two · e6 one · f6 white king · g6 one · h6 two · a5 five · b5 four · c5 three · d5 two · e5 one · f5 one · g5 one · h5 two · a4 five · b4 four · c4 three · d4 two · e4 two · f4 two · g4 two · h4 two · a3 five · b3 four · c3 three · d3 three · e3 three · f3 three · g3 three · h3 three · a2 five · b2 four · c2 four · d2 four · e2 four · f2 four · g2 four · h2 four · a1 five · b1 five · c1 five · d1 five · e1 five · f1 five · g1 five · h1 five | a8 five · b8 four · c8 three · d8 two · e8 two · f8 two · g8 two · h8 two · a7 five · b7 four · c7 three · d7 two · e7 one · f7 one · g7 one · h7 two · a6 five · b6 four · c6 three · d6 two · e6 one · f6 white king · g6 one · h6 two · a5 five · b5 four · c5 three · d5 two · e5 one · f5 one · g5 one · h5 two · a4 five · b4 four · c4 three · d4 two · e4 two · f4 two · g4 two · h4 two · a3 five · b3 four · c3 three · d3 three · e3 three · f3 three · g3 three · h3 three · a2 five · b2 four · c2 four · d2 four · e2 four · f2 four · g2 four · h2 four · a1 five · b1 five · c1 five · d1 five · e1 five · f1 five · g1 five · h1 five | a8 five · b8 four · c8 three · d8 two · e8 two · f8 two · g8 two · h8 two · a7 five · b7 four · c7 three · d7 two · e7 one · f7 one · g7 one · h7 two · a6 five · b6 four · c6 three · d6 two · e6 one · f6 white king · g6 one · h6 two · a5 five · b5 four · c5 three · d5 two · e5 one · f5 one · g5 one · h5 two · a4 five · b4 four · c4 three · d4 two · e4 two · f4 two · g4 two · h4 two · a3 five · b3 four · c3 three · d3 three · e3 three · f3 three · g3 three · h3 three · a2 five · b2 four · c2 four · d2 four · e2 four · f2 four · g2 four · h2 four · a1 five · b1 five · c1 five · d1 five · e1 five · f1 five · g1 five · h1 five | a8 five · b8 four · c8 three · d8 two · e8 two · f8 two · g8 two · h8 two · a7 five · b7 four · c7 three · d7 two · e7 one · f7 one · g7 one · h7 two · a6 five · b6 four · c6 three · d6 two · e6 one · f6 white king · g6 one · h6 two · a5 five · b5 four · c5 three · d5 two · e5 one · f5 one · g5 one · h5 two · a4 five · b4 four · c4 three · d4 two · e4 two · f4 two · g4 two · h4 two · a3 five · b3 four · c3 three · d3 three · e3 three · f3 three · g3 three · h3 three · a2 five · b2 four · c2 four · d2 four · e2 four · f2 four · g2 four · h2 four · a1 five · b1 five · c1 five · d1 five · e1 five · f1 five · g1 five · h1 five | a8 five · b8 four · c8 three · d8 two · e8 two · f8 two · g8 two · h8 two · a7 five · b7 four · c7 three · d7 two · e7 one · f7 one · g7 one · h7 two · a6 five · b6 four · c6 three · d6 two · e6 one · f6 white king · g6 one · h6 two · a5 five · b5 four · c5 three · d5 two · e5 one · f5 one · g5 one · h5 two · a4 five · b4 four · c4 three · d4 two · e4 two · f4 two · g4 two · h4 two · a3 five · b3 four · c3 three · d3 three · e3 three · f3 three · g3 three · h3 three · a2 five · b2 four · c2 four · d2 four · e2 four · f2 four · g2 four · h2 four · a1 five · b1 five · c1 five · d1 five · e1 five · f1 five · g1 five · h1 five | a8 five · b8 four · c8 three · d8 two · e8 two · f8 two · g8 two · h8 two · a7 five · b7 four · c7 three · d7 two · e7 one · f7 one · g7 one · h7 two · a6 five · b6 four · c6 three · d6 two · e6 one · f6 white king · g6 one · h6 two · a5 five · b5 four · c5 three · d5 two · e5 one · f5 one · g5 one · h5 two · a4 five · b4 four · c4 three · d4 two · e4 two · f4 two · g4 two · h4 two · a3 five · b3 four · c3 three · d3 three · e3 three · f3 three · g3 three · h3 three · a2 five · b2 four · c2 four · d2 four · e2 four · f2 four · g2 four · h2 four · a1 five · b1 five · c1 five · d1 five · e1 five · f1 five · g1 five · h1 five | a8 five · b8 four · c8 three · d8 two · e8 two · f8 two · g8 two · h8 two · a7 five · b7 four · c7 three · d7 two · e7 one · f7 one · g7 one · h7 two · a6 five · b6 four · c6 three · d6 two · e6 one · f6 white king · g6 one · h6 two · a5 five · b5 four · c5 three · d5 two · e5 one · f5 one · g5 one · h5 two · a4 five · b4 four · c4 three · d4 two · e4 two · f4 two · g4 two · h4 two · a3 five · b3 four · c3 three · d3 three · e3 three · f3 three · g3 three · h3 three · a2 five · b2 four · c2 four · d2 four · e2 four · f2 four · g2 four · h2 four · a1 five · b1 five · c1 five · d1 five · e1 five · f1 five · g1 five · h1 five | 6 |
| 5 | a8 five · b8 four · c8 three · d8 two · e8 two · f8 two · g8 two · h8 two · a7 five · b7 four · c7 three · d7 two · e7 one · f7 one · g7 one · h7 two · a6 five · b6 four · c6 three · d6 two · e6 one · f6 white king · g6 one · h6 two · a5 five · b5 four · c5 three · d5 two · e5 one · f5 one · g5 one · h5 two · a4 five · b4 four · c4 three · d4 two · e4 two · f4 two · g4 two · h4 two · a3 five · b3 four · c3 three · d3 three · e3 three · f3 three · g3 three · h3 three · a2 five · b2 four · c2 four · d2 four · e2 four · f2 four · g2 four · h2 four · a1 five · b1 five · c1 five · d1 five · e1 five · f1 five · g1 five · h1 five | a8 five · b8 four · c8 three · d8 two · e8 two · f8 two · g8 two · h8 two · a7 five · b7 four · c7 three · d7 two · e7 one · f7 one · g7 one · h7 two · a6 five · b6 four · c6 three · d6 two · e6 one · f6 white king · g6 one · h6 two · a5 five · b5 four · c5 three · d5 two · e5 one · f5 one · g5 one · h5 two · a4 five · b4 four · c4 three · d4 two · e4 two · f4 two · g4 two · h4 two · a3 five · b3 four · c3 three · d3 three · e3 three · f3 three · g3 three · h3 three · a2 five · b2 four · c2 four · d2 four · e2 four · f2 four · g2 four · h2 four · a1 five · b1 five · c1 five · d1 five · e1 five · f1 five · g1 five · h1 five | a8 five · b8 four · c8 three · d8 two · e8 two · f8 two · g8 two · h8 two · a7 five · b7 four · c7 three · d7 two · e7 one · f7 one · g7 one · h7 two · a6 five · b6 four · c6 three · d6 two · e6 one · f6 white king · g6 one · h6 two · a5 five · b5 four · c5 three · d5 two · e5 one · f5 one · g5 one · h5 two · a4 five · b4 four · c4 three · d4 two · e4 two · f4 two · g4 two · h4 two · a3 five · b3 four · c3 three · d3 three · e3 three · f3 three · g3 three · h3 three · a2 five · b2 four · c2 four · d2 four · e2 four · f2 four · g2 four · h2 four · a1 five · b1 five · c1 five · d1 five · e1 five · f1 five · g1 five · h1 five | a8 five · b8 four · c8 three · d8 two · e8 two · f8 two · g8 two · h8 two · a7 five · b7 four · c7 three · d7 two · e7 one · f7 one · g7 one · h7 two · a6 five · b6 four · c6 three · d6 two · e6 one · f6 white king · g6 one · h6 two · a5 five · b5 four · c5 three · d5 two · e5 one · f5 one · g5 one · h5 two · a4 five · b4 four · c4 three · d4 two · e4 two · f4 two · g4 two · h4 two · a3 five · b3 four · c3 three · d3 three · e3 three · f3 three · g3 three · h3 three · a2 five · b2 four · c2 four · d2 four · e2 four · f2 four · g2 four · h2 four · a1 five · b1 five · c1 five · d1 five · e1 five · f1 five · g1 five · h1 five | a8 five · b8 four · c8 three · d8 two · e8 two · f8 two · g8 two · h8 two · a7 five · b7 four · c7 three · d7 two · e7 one · f7 one · g7 one · h7 two · a6 five · b6 four · c6 three · d6 two · e6 one · f6 white king · g6 one · h6 two · a5 five · b5 four · c5 three · d5 two · e5 one · f5 one · g5 one · h5 two · a4 five · b4 four · c4 three · d4 two · e4 two · f4 two · g4 two · h4 two · a3 five · b3 four · c3 three · d3 three · e3 three · f3 three · g3 three · h3 three · a2 five · b2 four · c2 four · d2 four · e2 four · f2 four · g2 four · h2 four · a1 five · b1 five · c1 five · d1 five · e1 five · f1 five · g1 five · h1 five | a8 five · b8 four · c8 three · d8 two · e8 two · f8 two · g8 two · h8 two · a7 five · b7 four · c7 three · d7 two · e7 one · f7 one · g7 one · h7 two · a6 five · b6 four · c6 three · d6 two · e6 one · f6 white king · g6 one · h6 two · a5 five · b5 four · c5 three · d5 two · e5 one · f5 one · g5 one · h5 two · a4 five · b4 four · c4 three · d4 two · e4 two · f4 two · g4 two · h4 two · a3 five · b3 four · c3 three · d3 three · e3 three · f3 three · g3 three · h3 three · a2 five · b2 four · c2 four · d2 four · e2 four · f2 four · g2 four · h2 four · a1 five · b1 five · c1 five · d1 five · e1 five · f1 five · g1 five · h1 five | a8 five · b8 four · c8 three · d8 two · e8 two · f8 two · g8 two · h8 two · a7 five · b7 four · c7 three · d7 two · e7 one · f7 one · g7 one · h7 two · a6 five · b6 four · c6 three · d6 two · e6 one · f6 white king · g6 one · h6 two · a5 five · b5 four · c5 three · d5 two · e5 one · f5 one · g5 one · h5 two · a4 five · b4 four · c4 three · d4 two · e4 two · f4 two · g4 two · h4 two · a3 five · b3 four · c3 three · d3 three · e3 three · f3 three · g3 three · h3 three · a2 five · b2 four · c2 four · d2 four · e2 four · f2 four · g2 four · h2 four · a1 five · b1 five · c1 five · d1 five · e1 five · f1 five · g1 five · h1 five | a8 five · b8 four · c8 three · d8 two · e8 two · f8 two · g8 two · h8 two · a7 five · b7 four · c7 three · d7 two · e7 one · f7 one · g7 one · h7 two · a6 five · b6 four · c6 three · d6 two · e6 one · f6 white king · g6 one · h6 two · a5 five · b5 four · c5 three · d5 two · e5 one · f5 one · g5 one · h5 two · a4 five · b4 four · c4 three · d4 two · e4 two · f4 two · g4 two · h4 two · a3 five · b3 four · c3 three · d3 three · e3 three · f3 three · g3 three · h3 three · a2 five · b2 four · c2 four · d2 four · e2 four · f2 four · g2 four · h2 four · a1 five · b1 five · c1 five · d1 five · e1 five · f1 five · g1 five · h1 five | 5 |
| 4 | a8 five · b8 four · c8 three · d8 two · e8 two · f8 two · g8 two · h8 two · a7 five · b7 four · c7 three · d7 two · e7 one · f7 one · g7 one · h7 two · a6 five · b6 four · c6 three · d6 two · e6 one · f6 white king · g6 one · h6 two · a5 five · b5 four · c5 three · d5 two · e5 one · f5 one · g5 one · h5 two · a4 five · b4 four · c4 three · d4 two · e4 two · f4 two · g4 two · h4 two · a3 five · b3 four · c3 three · d3 three · e3 three · f3 three · g3 three · h3 three · a2 five · b2 four · c2 four · d2 four · e2 four · f2 four · g2 four · h2 four · a1 five · b1 five · c1 five · d1 five · e1 five · f1 five · g1 five · h1 five | a8 five · b8 four · c8 three · d8 two · e8 two · f8 two · g8 two · h8 two · a7 five · b7 four · c7 three · d7 two · e7 one · f7 one · g7 one · h7 two · a6 five · b6 four · c6 three · d6 two · e6 one · f6 white king · g6 one · h6 two · a5 five · b5 four · c5 three · d5 two · e5 one · f5 one · g5 one · h5 two · a4 five · b4 four · c4 three · d4 two · e4 two · f4 two · g4 two · h4 two · a3 five · b3 four · c3 three · d3 three · e3 three · f3 three · g3 three · h3 three · a2 five · b2 four · c2 four · d2 four · e2 four · f2 four · g2 four · h2 four · a1 five · b1 five · c1 five · d1 five · e1 five · f1 five · g1 five · h1 five | a8 five · b8 four · c8 three · d8 two · e8 two · f8 two · g8 two · h8 two · a7 five · b7 four · c7 three · d7 two · e7 one · f7 one · g7 one · h7 two · a6 five · b6 four · c6 three · d6 two · e6 one · f6 white king · g6 one · h6 two · a5 five · b5 four · c5 three · d5 two · e5 one · f5 one · g5 one · h5 two · a4 five · b4 four · c4 three · d4 two · e4 two · f4 two · g4 two · h4 two · a3 five · b3 four · c3 three · d3 three · e3 three · f3 three · g3 three · h3 three · a2 five · b2 four · c2 four · d2 four · e2 four · f2 four · g2 four · h2 four · a1 five · b1 five · c1 five · d1 five · e1 five · f1 five · g1 five · h1 five | a8 five · b8 four · c8 three · d8 two · e8 two · f8 two · g8 two · h8 two · a7 five · b7 four · c7 three · d7 two · e7 one · f7 one · g7 one · h7 two · a6 five · b6 four · c6 three · d6 two · e6 one · f6 white king · g6 one · h6 two · a5 five · b5 four · c5 three · d5 two · e5 one · f5 one · g5 one · h5 two · a4 five · b4 four · c4 three · d4 two · e4 two · f4 two · g4 two · h4 two · a3 five · b3 four · c3 three · d3 three · e3 three · f3 three · g3 three · h3 three · a2 five · b2 four · c2 four · d2 four · e2 four · f2 four · g2 four · h2 four · a1 five · b1 five · c1 five · d1 five · e1 five · f1 five · g1 five · h1 five | a8 five · b8 four · c8 three · d8 two · e8 two · f8 two · g8 two · h8 two · a7 five · b7 four · c7 three · d7 two · e7 one · f7 one · g7 one · h7 two · a6 five · b6 four · c6 three · d6 two · e6 one · f6 white king · g6 one · h6 two · a5 five · b5 four · c5 three · d5 two · e5 one · f5 one · g5 one · h5 two · a4 five · b4 four · c4 three · d4 two · e4 two · f4 two · g4 two · h4 two · a3 five · b3 four · c3 three · d3 three · e3 three · f3 three · g3 three · h3 three · a2 five · b2 four · c2 four · d2 four · e2 four · f2 four · g2 four · h2 four · a1 five · b1 five · c1 five · d1 five · e1 five · f1 five · g1 five · h1 five | a8 five · b8 four · c8 three · d8 two · e8 two · f8 two · g8 two · h8 two · a7 five · b7 four · c7 three · d7 two · e7 one · f7 one · g7 one · h7 two · a6 five · b6 four · c6 three · d6 two · e6 one · f6 white king · g6 one · h6 two · a5 five · b5 four · c5 three · d5 two · e5 one · f5 one · g5 one · h5 two · a4 five · b4 four · c4 three · d4 two · e4 two · f4 two · g4 two · h4 two · a3 five · b3 four · c3 three · d3 three · e3 three · f3 three · g3 three · h3 three · a2 five · b2 four · c2 four · d2 four · e2 four · f2 four · g2 four · h2 four · a1 five · b1 five · c1 five · d1 five · e1 five · f1 five · g1 five · h1 five | a8 five · b8 four · c8 three · d8 two · e8 two · f8 two · g8 two · h8 two · a7 five · b7 four · c7 three · d7 two · e7 one · f7 one · g7 one · h7 two · a6 five · b6 four · c6 three · d6 two · e6 one · f6 white king · g6 one · h6 two · a5 five · b5 four · c5 three · d5 two · e5 one · f5 one · g5 one · h5 two · a4 five · b4 four · c4 three · d4 two · e4 two · f4 two · g4 two · h4 two · a3 five · b3 four · c3 three · d3 three · e3 three · f3 three · g3 three · h3 three · a2 five · b2 four · c2 four · d2 four · e2 four · f2 four · g2 four · h2 four · a1 five · b1 five · c1 five · d1 five · e1 five · f1 five · g1 five · h1 five | a8 five · b8 four · c8 three · d8 two · e8 two · f8 two · g8 two · h8 two · a7 five · b7 four · c7 three · d7 two · e7 one · f7 one · g7 one · h7 two · a6 five · b6 four · c6 three · d6 two · e6 one · f6 white king · g6 one · h6 two · a5 five · b5 four · c5 three · d5 two · e5 one · f5 one · g5 one · h5 two · a4 five · b4 four · c4 three · d4 two · e4 two · f4 two · g4 two · h4 two · a3 five · b3 four · c3 three · d3 three · e3 three · f3 three · g3 three · h3 three · a2 five · b2 four · c2 four · d2 four · e2 four · f2 four · g2 four · h2 four · a1 five · b1 five · c1 five · d1 five · e1 five · f1 five · g1 five · h1 five | 4 |
| 3 | a8 five · b8 four · c8 three · d8 two · e8 two · f8 two · g8 two · h8 two · a7 five · b7 four · c7 three · d7 two · e7 one · f7 one · g7 one · h7 two · a6 five · b6 four · c6 three · d6 two · e6 one · f6 white king · g6 one · h6 two · a5 five · b5 four · c5 three · d5 two · e5 one · f5 one · g5 one · h5 two · a4 five · b4 four · c4 three · d4 two · e4 two · f4 two · g4 two · h4 two · a3 five · b3 four · c3 three · d3 three · e3 three · f3 three · g3 three · h3 three · a2 five · b2 four · c2 four · d2 four · e2 four · f2 four · g2 four · h2 four · a1 five · b1 five · c1 five · d1 five · e1 five · f1 five · g1 five · h1 five | a8 five · b8 four · c8 three · d8 two · e8 two · f8 two · g8 two · h8 two · a7 five · b7 four · c7 three · d7 two · e7 one · f7 one · g7 one · h7 two · a6 five · b6 four · c6 three · d6 two · e6 one · f6 white king · g6 one · h6 two · a5 five · b5 four · c5 three · d5 two · e5 one · f5 one · g5 one · h5 two · a4 five · b4 four · c4 three · d4 two · e4 two · f4 two · g4 two · h4 two · a3 five · b3 four · c3 three · d3 three · e3 three · f3 three · g3 three · h3 three · a2 five · b2 four · c2 four · d2 four · e2 four · f2 four · g2 four · h2 four · a1 five · b1 five · c1 five · d1 five · e1 five · f1 five · g1 five · h1 five | a8 five · b8 four · c8 three · d8 two · e8 two · f8 two · g8 two · h8 two · a7 five · b7 four · c7 three · d7 two · e7 one · f7 one · g7 one · h7 two · a6 five · b6 four · c6 three · d6 two · e6 one · f6 white king · g6 one · h6 two · a5 five · b5 four · c5 three · d5 two · e5 one · f5 one · g5 one · h5 two · a4 five · b4 four · c4 three · d4 two · e4 two · f4 two · g4 two · h4 two · a3 five · b3 four · c3 three · d3 three · e3 three · f3 three · g3 three · h3 three · a2 five · b2 four · c2 four · d2 four · e2 four · f2 four · g2 four · h2 four · a1 five · b1 five · c1 five · d1 five · e1 five · f1 five · g1 five · h1 five | a8 five · b8 four · c8 three · d8 two · e8 two · f8 two · g8 two · h8 two · a7 five · b7 four · c7 three · d7 two · e7 one · f7 one · g7 one · h7 two · a6 five · b6 four · c6 three · d6 two · e6 one · f6 white king · g6 one · h6 two · a5 five · b5 four · c5 three · d5 two · e5 one · f5 one · g5 one · h5 two · a4 five · b4 four · c4 three · d4 two · e4 two · f4 two · g4 two · h4 two · a3 five · b3 four · c3 three · d3 three · e3 three · f3 three · g3 three · h3 three · a2 five · b2 four · c2 four · d2 four · e2 four · f2 four · g2 four · h2 four · a1 five · b1 five · c1 five · d1 five · e1 five · f1 five · g1 five · h1 five | a8 five · b8 four · c8 three · d8 two · e8 two · f8 two · g8 two · h8 two · a7 five · b7 four · c7 three · d7 two · e7 one · f7 one · g7 one · h7 two · a6 five · b6 four · c6 three · d6 two · e6 one · f6 white king · g6 one · h6 two · a5 five · b5 four · c5 three · d5 two · e5 one · f5 one · g5 one · h5 two · a4 five · b4 four · c4 three · d4 two · e4 two · f4 two · g4 two · h4 two · a3 five · b3 four · c3 three · d3 three · e3 three · f3 three · g3 three · h3 three · a2 five · b2 four · c2 four · d2 four · e2 four · f2 four · g2 four · h2 four · a1 five · b1 five · c1 five · d1 five · e1 five · f1 five · g1 five · h1 five | a8 five · b8 four · c8 three · d8 two · e8 two · f8 two · g8 two · h8 two · a7 five · b7 four · c7 three · d7 two · e7 one · f7 one · g7 one · h7 two · a6 five · b6 four · c6 three · d6 two · e6 one · f6 white king · g6 one · h6 two · a5 five · b5 four · c5 three · d5 two · e5 one · f5 one · g5 one · h5 two · a4 five · b4 four · c4 three · d4 two · e4 two · f4 two · g4 two · h4 two · a3 five · b3 four · c3 three · d3 three · e3 three · f3 three · g3 three · h3 three · a2 five · b2 four · c2 four · d2 four · e2 four · f2 four · g2 four · h2 four · a1 five · b1 five · c1 five · d1 five · e1 five · f1 five · g1 five · h1 five | a8 five · b8 four · c8 three · d8 two · e8 two · f8 two · g8 two · h8 two · a7 five · b7 four · c7 three · d7 two · e7 one · f7 one · g7 one · h7 two · a6 five · b6 four · c6 three · d6 two · e6 one · f6 white king · g6 one · h6 two · a5 five · b5 four · c5 three · d5 two · e5 one · f5 one · g5 one · h5 two · a4 five · b4 four · c4 three · d4 two · e4 two · f4 two · g4 two · h4 two · a3 five · b3 four · c3 three · d3 three · e3 three · f3 three · g3 three · h3 three · a2 five · b2 four · c2 four · d2 four · e2 four · f2 four · g2 four · h2 four · a1 five · b1 five · c1 five · d1 five · e1 five · f1 five · g1 five · h1 five | a8 five · b8 four · c8 three · d8 two · e8 two · f8 two · g8 two · h8 two · a7 five · b7 four · c7 three · d7 two · e7 one · f7 one · g7 one · h7 two · a6 five · b6 four · c6 three · d6 two · e6 one · f6 white king · g6 one · h6 two · a5 five · b5 four · c5 three · d5 two · e5 one · f5 one · g5 one · h5 two · a4 five · b4 four · c4 three · d4 two · e4 two · f4 two · g4 two · h4 two · a3 five · b3 four · c3 three · d3 three · e3 three · f3 three · g3 three · h3 three · a2 five · b2 four · c2 four · d2 four · e2 four · f2 four · g2 four · h2 four · a1 five · b1 five · c1 five · d1 five · e1 five · f1 five · g1 five · h1 five | 3 |
| 2 | a8 five · b8 four · c8 three · d8 two · e8 two · f8 two · g8 two · h8 two · a7 five · b7 four · c7 three · d7 two · e7 one · f7 one · g7 one · h7 two · a6 five · b6 four · c6 three · d6 two · e6 one · f6 white king · g6 one · h6 two · a5 five · b5 four · c5 three · d5 two · e5 one · f5 one · g5 one · h5 two · a4 five · b4 four · c4 three · d4 two · e4 two · f4 two · g4 two · h4 two · a3 five · b3 four · c3 three · d3 three · e3 three · f3 three · g3 three · h3 three · a2 five · b2 four · c2 four · d2 four · e2 four · f2 four · g2 four · h2 four · a1 five · b1 five · c1 five · d1 five · e1 five · f1 five · g1 five · h1 five | a8 five · b8 four · c8 three · d8 two · e8 two · f8 two · g8 two · h8 two · a7 five · b7 four · c7 three · d7 two · e7 one · f7 one · g7 one · h7 two · a6 five · b6 four · c6 three · d6 two · e6 one · f6 white king · g6 one · h6 two · a5 five · b5 four · c5 three · d5 two · e5 one · f5 one · g5 one · h5 two · a4 five · b4 four · c4 three · d4 two · e4 two · f4 two · g4 two · h4 two · a3 five · b3 four · c3 three · d3 three · e3 three · f3 three · g3 three · h3 three · a2 five · b2 four · c2 four · d2 four · e2 four · f2 four · g2 four · h2 four · a1 five · b1 five · c1 five · d1 five · e1 five · f1 five · g1 five · h1 five | a8 five · b8 four · c8 three · d8 two · e8 two · f8 two · g8 two · h8 two · a7 five · b7 four · c7 three · d7 two · e7 one · f7 one · g7 one · h7 two · a6 five · b6 four · c6 three · d6 two · e6 one · f6 white king · g6 one · h6 two · a5 five · b5 four · c5 three · d5 two · e5 one · f5 one · g5 one · h5 two · a4 five · b4 four · c4 three · d4 two · e4 two · f4 two · g4 two · h4 two · a3 five · b3 four · c3 three · d3 three · e3 three · f3 three · g3 three · h3 three · a2 five · b2 four · c2 four · d2 four · e2 four · f2 four · g2 four · h2 four · a1 five · b1 five · c1 five · d1 five · e1 five · f1 five · g1 five · h1 five | a8 five · b8 four · c8 three · d8 two · e8 two · f8 two · g8 two · h8 two · a7 five · b7 four · c7 three · d7 two · e7 one · f7 one · g7 one · h7 two · a6 five · b6 four · c6 three · d6 two · e6 one · f6 white king · g6 one · h6 two · a5 five · b5 four · c5 three · d5 two · e5 one · f5 one · g5 one · h5 two · a4 five · b4 four · c4 three · d4 two · e4 two · f4 two · g4 two · h4 two · a3 five · b3 four · c3 three · d3 three · e3 three · f3 three · g3 three · h3 three · a2 five · b2 four · c2 four · d2 four · e2 four · f2 four · g2 four · h2 four · a1 five · b1 five · c1 five · d1 five · e1 five · f1 five · g1 five · h1 five | a8 five · b8 four · c8 three · d8 two · e8 two · f8 two · g8 two · h8 two · a7 five · b7 four · c7 three · d7 two · e7 one · f7 one · g7 one · h7 two · a6 five · b6 four · c6 three · d6 two · e6 one · f6 white king · g6 one · h6 two · a5 five · b5 four · c5 three · d5 two · e5 one · f5 one · g5 one · h5 two · a4 five · b4 four · c4 three · d4 two · e4 two · f4 two · g4 two · h4 two · a3 five · b3 four · c3 three · d3 three · e3 three · f3 three · g3 three · h3 three · a2 five · b2 four · c2 four · d2 four · e2 four · f2 four · g2 four · h2 four · a1 five · b1 five · c1 five · d1 five · e1 five · f1 five · g1 five · h1 five | a8 five · b8 four · c8 three · d8 two · e8 two · f8 two · g8 two · h8 two · a7 five · b7 four · c7 three · d7 two · e7 one · f7 one · g7 one · h7 two · a6 five · b6 four · c6 three · d6 two · e6 one · f6 white king · g6 one · h6 two · a5 five · b5 four · c5 three · d5 two · e5 one · f5 one · g5 one · h5 two · a4 five · b4 four · c4 three · d4 two · e4 two · f4 two · g4 two · h4 two · a3 five · b3 four · c3 three · d3 three · e3 three · f3 three · g3 three · h3 three · a2 five · b2 four · c2 four · d2 four · e2 four · f2 four · g2 four · h2 four · a1 five · b1 five · c1 five · d1 five · e1 five · f1 five · g1 five · h1 five | a8 five · b8 four · c8 three · d8 two · e8 two · f8 two · g8 two · h8 two · a7 five · b7 four · c7 three · d7 two · e7 one · f7 one · g7 one · h7 two · a6 five · b6 four · c6 three · d6 two · e6 one · f6 white king · g6 one · h6 two · a5 five · b5 four · c5 three · d5 two · e5 one · f5 one · g5 one · h5 two · a4 five · b4 four · c4 three · d4 two · e4 two · f4 two · g4 two · h4 two · a3 five · b3 four · c3 three · d3 three · e3 three · f3 three · g3 three · h3 three · a2 five · b2 four · c2 four · d2 four · e2 four · f2 four · g2 four · h2 four · a1 five · b1 five · c1 five · d1 five · e1 five · f1 five · g1 five · h1 five | a8 five · b8 four · c8 three · d8 two · e8 two · f8 two · g8 two · h8 two · a7 five · b7 four · c7 three · d7 two · e7 one · f7 one · g7 one · h7 two · a6 five · b6 four · c6 three · d6 two · e6 one · f6 white king · g6 one · h6 two · a5 five · b5 four · c5 three · d5 two · e5 one · f5 one · g5 one · h5 two · a4 five · b4 four · c4 three · d4 two · e4 two · f4 two · g4 two · h4 two · a3 five · b3 four · c3 three · d3 three · e3 three · f3 three · g3 three · h3 three · a2 five · b2 four · c2 four · d2 four · e2 four · f2 four · g2 four · h2 four · a1 five · b1 five · c1 five · d1 five · e1 five · f1 five · g1 five · h1 five | 2 |
| 1 | a8 five · b8 four · c8 three · d8 two · e8 two · f8 two · g8 two · h8 two · a7 five · b7 four · c7 three · d7 two · e7 one · f7 one · g7 one · h7 two · a6 five · b6 four · c6 three · d6 two · e6 one · f6 white king · g6 one · h6 two · a5 five · b5 four · c5 three · d5 two · e5 one · f5 one · g5 one · h5 two · a4 five · b4 four · c4 three · d4 two · e4 two · f4 two · g4 two · h4 two · a3 five · b3 four · c3 three · d3 three · e3 three · f3 three · g3 three · h3 three · a2 five · b2 four · c2 four · d2 four · e2 four · f2 four · g2 four · h2 four · a1 five · b1 five · c1 five · d1 five · e1 five · f1 five · g1 five · h1 five | a8 five · b8 four · c8 three · d8 two · e8 two · f8 two · g8 two · h8 two · a7 five · b7 four · c7 three · d7 two · e7 one · f7 one · g7 one · h7 two · a6 five · b6 four · c6 three · d6 two · e6 one · f6 white king · g6 one · h6 two · a5 five · b5 four · c5 three · d5 two · e5 one · f5 one · g5 one · h5 two · a4 five · b4 four · c4 three · d4 two · e4 two · f4 two · g4 two · h4 two · a3 five · b3 four · c3 three · d3 three · e3 three · f3 three · g3 three · h3 three · a2 five · b2 four · c2 four · d2 four · e2 four · f2 four · g2 four · h2 four · a1 five · b1 five · c1 five · d1 five · e1 five · f1 five · g1 five · h1 five | a8 five · b8 four · c8 three · d8 two · e8 two · f8 two · g8 two · h8 two · a7 five · b7 four · c7 three · d7 two · e7 one · f7 one · g7 one · h7 two · a6 five · b6 four · c6 three · d6 two · e6 one · f6 white king · g6 one · h6 two · a5 five · b5 four · c5 three · d5 two · e5 one · f5 one · g5 one · h5 two · a4 five · b4 four · c4 three · d4 two · e4 two · f4 two · g4 two · h4 two · a3 five · b3 four · c3 three · d3 three · e3 three · f3 three · g3 three · h3 three · a2 five · b2 four · c2 four · d2 four · e2 four · f2 four · g2 four · h2 four · a1 five · b1 five · c1 five · d1 five · e1 five · f1 five · g1 five · h1 five | a8 five · b8 four · c8 three · d8 two · e8 two · f8 two · g8 two · h8 two · a7 five · b7 four · c7 three · d7 two · e7 one · f7 one · g7 one · h7 two · a6 five · b6 four · c6 three · d6 two · e6 one · f6 white king · g6 one · h6 two · a5 five · b5 four · c5 three · d5 two · e5 one · f5 one · g5 one · h5 two · a4 five · b4 four · c4 three · d4 two · e4 two · f4 two · g4 two · h4 two · a3 five · b3 four · c3 three · d3 three · e3 three · f3 three · g3 three · h3 three · a2 five · b2 four · c2 four · d2 four · e2 four · f2 four · g2 four · h2 four · a1 five · b1 five · c1 five · d1 five · e1 five · f1 five · g1 five · h1 five | a8 five · b8 four · c8 three · d8 two · e8 two · f8 two · g8 two · h8 two · a7 five · b7 four · c7 three · d7 two · e7 one · f7 one · g7 one · h7 two · a6 five · b6 four · c6 three · d6 two · e6 one · f6 white king · g6 one · h6 two · a5 five · b5 four · c5 three · d5 two · e5 one · f5 one · g5 one · h5 two · a4 five · b4 four · c4 three · d4 two · e4 two · f4 two · g4 two · h4 two · a3 five · b3 four · c3 three · d3 three · e3 three · f3 three · g3 three · h3 three · a2 five · b2 four · c2 four · d2 four · e2 four · f2 four · g2 four · h2 four · a1 five · b1 five · c1 five · d1 five · e1 five · f1 five · g1 five · h1 five | a8 five · b8 four · c8 three · d8 two · e8 two · f8 two · g8 two · h8 two · a7 five · b7 four · c7 three · d7 two · e7 one · f7 one · g7 one · h7 two · a6 five · b6 four · c6 three · d6 two · e6 one · f6 white king · g6 one · h6 two · a5 five · b5 four · c5 three · d5 two · e5 one · f5 one · g5 one · h5 two · a4 five · b4 four · c4 three · d4 two · e4 two · f4 two · g4 two · h4 two · a3 five · b3 four · c3 three · d3 three · e3 three · f3 three · g3 three · h3 three · a2 five · b2 four · c2 four · d2 four · e2 four · f2 four · g2 four · h2 four · a1 five · b1 five · c1 five · d1 five · e1 five · f1 five · g1 five · h1 five | a8 five · b8 four · c8 three · d8 two · e8 two · f8 two · g8 two · h8 two · a7 five · b7 four · c7 three · d7 two · e7 one · f7 one · g7 one · h7 two · a6 five · b6 four · c6 three · d6 two · e6 one · f6 white king · g6 one · h6 two · a5 five · b5 four · c5 three · d5 two · e5 one · f5 one · g5 one · h5 two · a4 five · b4 four · c4 three · d4 two · e4 two · f4 two · g4 two · h4 two · a3 five · b3 four · c3 three · d3 three · e3 three · f3 three · g3 three · h3 three · a2 five · b2 four · c2 four · d2 four · e2 four · f2 four · g2 four · h2 four · a1 five · b1 five · c1 five · d1 five · e1 five · f1 five · g1 five · h1 five | a8 five · b8 four · c8 three · d8 two · e8 two · f8 two · g8 two · h8 two · a7 five · b7 four · c7 three · d7 two · e7 one · f7 one · g7 one · h7 two · a6 five · b6 four · c6 three · d6 two · e6 one · f6 white king · g6 one · h6 two · a5 five · b5 four · c5 three · d5 two · e5 one · f5 one · g5 one · h5 two · a4 five · b4 four · c4 three · d4 two · e4 two · f4 two · g4 two · h4 two · a3 five · b3 four · c3 three · d3 three · e3 three · f3 three · g3 three · h3 three · a2 five · b2 four · c2 four · d2 four · e2 four · f2 four · g2 four · h2 four · a1 five · b1 five · c1 five · d1 five · e1 five · f1 five · g1 five · h1 five | 1 |
|   | a | b | c | d | e | f | g | h |   |

În matematică, distanța Cebîșev, metrică maximă sau metrică L∞ este o metrică definită într-un spațiu vectorial unde distanța dintre doi vectori este valoarea cea mai mare dintre diferențele dintre ei de-a lungul oricărei coordonate. Este numită astfel după Pafnuti Cebîșev.
Este cunoscută și ca distanța pe tabla de șah, deoarece în jocul de șah numărul minim de mutări necesare unui rege pentru a se deplasa de pe un câmp (pătrat) al tablei de șah pe altul este echivalent cu distanța Cebîșev dintre centrele acestor câmpuri, considerate ca având latura egală cu unitatea, iar coordonatele sunt pentru două dimensiuni și sunt aliniate cu laturile tablei. De exemplu, distanța Cebîșev dintre câmpurile f6 și e2 este 4 (v. figura de alături).

## Definiție
Distanța Cebîșev între două puncte x and y, cu coordonatele standard {\displaystyle x_{i}} și respectiv {\displaystyle y_{i}} este
{\displaystyle D_{\rm {Cebisev}}(x,y)=\max _{i}(|x_{i}-y_{i}|).\ }
Aceasta este egală cu limita metricii spațiului Lp:
{\displaystyle \lim _{p\to \infty }{\bigg (}\sum _{i=1}^{n}\left|x_{i}-y_{i}\right|^{p}{\bigg )}^{1/p},}
prin urmare este cunoscută și ca metrica L∞.
Matematic, distanța Cebîșev este o metrică generată de norma uniformă (norma supremum). Este un exemplu de metrică injectivă.
În două dimensiuni, adică în geometria plană, dacă punctele p și q au coordonatele carteziene {\displaystyle (x_{1},y_{1})} și {\displaystyle (x_{2},y_{2})}, distanța lor Cebîșev este
{\displaystyle D_{\rm {Cebisev}}=\max \left(\left|x_{2}-x_{1}\right|,\left|y_{2}-y_{1}\right|\right).}
În această metrică, un cerc cu raza r, care este mulțimea punctelor cu distanța Cebîșev r față de centru, este pătratul ale cărui laturi au lungimea 2r și sunt paralele cu axele de coordonate.
Pe o tablă de șah, unde se folosește o distanță Cebîșev „discretă” în loc de una continuă, cercul de rază "r" este un pătrat cu lungimea laturilor 2r, măsurată între centrele câmpurilor de pe tablă, astfel fiecare parte conține 2r + 1 câmpuri; de exemplu, cercul de rază 1 pe o tablă de șah este un pătrat de 3×3 câmpuri.

## Proprietăți
Într-o singură dimensiune, toate metricile Lp sunt egale — ele sunt valorile absolute ale diferențelor.
Distanța Manhattan bidimensională are „cercuri” adică linii de nivel sub formă de pătrate, cu laturile de lungime √2r, orientate la unghiul de {\displaystyle \pi /4} (45°) față de axele de coordonate, astfel încât distanța Cebîșev din plan poate fi privită ca echivalentă prin rotație și scalare (adică printr-o transformare liniară) cu distanța Manhattan din plan.
Totuși, această echivalență geometrică între valorile L1 și L∞ nu se generalizează pentru dimensiuni superioare. O sferă formată folosind ca metrică distanța Cebîșev este un cub cu fiecare față perpendiculară pe una dintre axele de coordonate, dar o sferă formată folosind distanța Manhattan este un octaedru: acestea sunt poliedre duale, dar dintre cuburi, numai pătratul (și segmentul de dreaptă, unidimensional) sunt politopuri autoduale. Însă este adevărat că în toate spațiile cu dimensiuni finite metricile L1 și L∞ sunt matematic duale între ele.
Pe o grilă (cum ar fi o tablă de șah), punctele aflate la o distanță Cebîșev de 1 de un punct sunt vecinătatea Moore al acelui punct.
Distanța Cebîșev este cazul limită al distanței Minkowski de ordinul p când p tinde la infinit.

## Aplicații
Distanța Cebîșev este uneori folosită în logistica depozitelor, întrucât măsoară efectiv timpul necesar unei macarale pentru a muta un obiect (deoarece macaraua se poate deplasa pe axele x și y în același timp, dar cu aceeași viteză de-a lungul fiecărei axe).
Este, de asemenea, utilizat pe scară largă în aplicațiile privind fabricația asistată de calculator (în engleză Computer-aided manufacturing – CAM), în special în algoritmii de optimizare a acestora. Multe mașini-unelte, cum ar fi mașinile de trasat sau găurit, plottere etc., care funcționează în plan, sunt de obicei acționate de două motoare în direcțiile x și y, asemănător cu podurile rulante.